# Tepecano

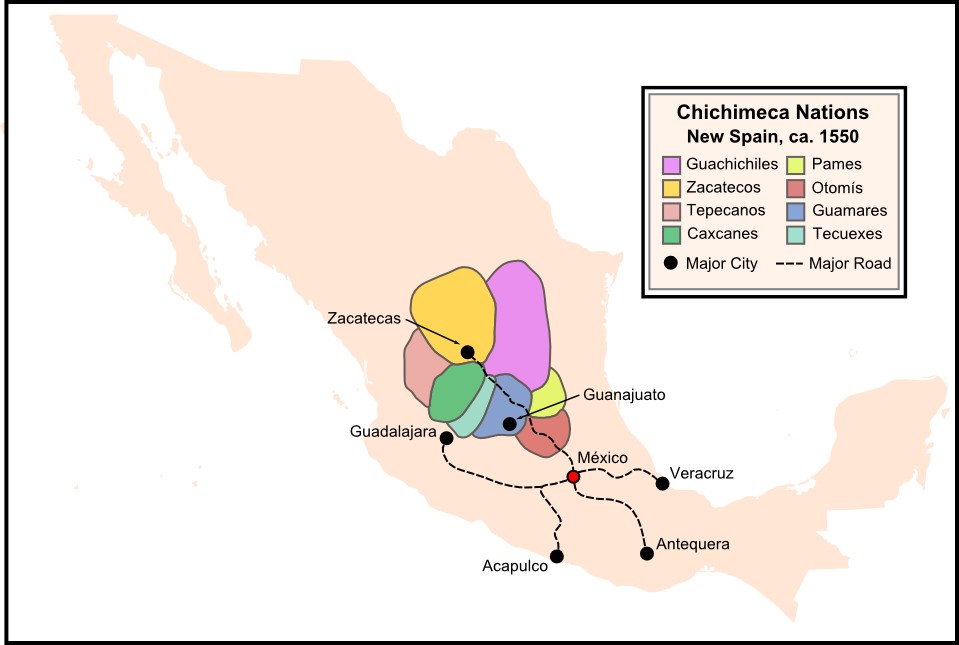
Mapa del tepecano i dels veïns txitximeques durant el segle XVI

El tepecano és una llengua indígena de la família uto-asteca actualment extinta i parlada pels tepecanos, residents a Azqueltán (Atzqueltlán) un petit llogaret al costat del riu Bolaños en una àrea remota del nord de Jalisco, just a l'est del domini lingüístic del huichol.

## Classificació
Es considera que la llengua uto-asteca més estretament emparentada amb el tepecano seria el tepehuan meridional parlat una mica més al nord en l'estat de Durango. El tepecano evidencia nombrosos trets de l'àrea lingüística mesoamericana. L'últim parlant conegut de tepecano va ser Lino de la Rosa (nascut el 22/Setembre/1895), que encara vivia al febrer de 1980.
La recerca sobre el tepecano va ser duta a terme per primera vegada pel lingüista i antropòleg nord-americà John Alden Mason que va fer treball de camp a Azqueltán entre 1911 i 1913. Aquest treball va portar a la publicació d'una monografia que presentava un esbós gramatical (1916) així com algun article a partir de dades preses de diversos informants en 1918. Més tard Dennis Holt va dur a terme algun treball de camp en 1965 i en 1979-80, encara que no va publicar les dades.

## Morfologia
El tepecano és una llengua aglutinant, on les paraules utilitzen sufixos complexos per a una varietat de propòsits amb diversos morfemes enfilats.